# Hội đồng Nhà nước Liên bang Nga

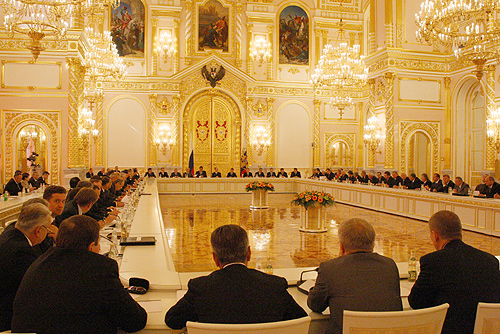
Phiên họp Hội đồng Nhà nước (6/9/2008)

Hội đồng Nhà nước Liên bang Nga (tiếng Nga: Государственный совет Российской Федерации) là cơ quan tư vấn cho Tổng thống Nga về các vấn đề quan trọng của Liên bang Nga. Hội đồng được thành lập theo sắc lệnh của Tổng thống Putin ngày 1/9/2000.

## Lịch sử
Hội đồng có thời gian tồn tại trong nhà nước Cộng hòa Xã hội chủ nghĩa Xô Viết Liên bang Nga với nhiệm vụ tham mưu và tư vấn cho Tổng thống. Hội đồng được thành lập tháng 7/1991 bao gồm các thành viên Tổng thống, Phó Tổng thống, Chủ tịch Hội đồng Bộ trưởng, Thư ký Hội đồng Bộ trưởng, Bộ trưởng một số Bộ, Chủ tịch Ủy ban Nhà nước, Cố vần chuyên môn. Hội đồng bị bãi bỏ tháng 11/1991 và được thay bằng Hội đồng An ninh CHXHCNXVLB Nga.
Sau cuộc đảo chính Xô viết năm 1991, Hội đồng Nhà nước Liên Xô được lập ra (9/1991), Hội đồng gồm Tổng thống các nước Cộng hòa thuộc Liên Xô với nhiệm vụ điều phối chính trị giữa các nước Cộng hòa. Hội đồng bị giải thể 26/12/1991 sau khi Liên Xô sụp đổ.
Nhiều ý kiến tái lập Hội đồng Nhà nước được đưa ra, Phó Thủ tướng Nga Sergey Shakhray (1995) và Anatoly Chubais (1996-1997). Đến khi Tổng thống Putin lên nắm quyền Hội đồng Nhà nước chính thức được tái lập.
Cuộc họp đầu tiên của Hội đồng diễn ra ngày 22/11/2000. Tổng thống Putin đã nói rằng Hội đồng Nhà nước là cơ quan hoạch định chính sách về mục đích chiến lược, và điều này là sự khác biệt quan trọng với cơ quan nhà nước khác.

## Tổ chức

### Chủ tịch Hội đồng
Chủ tịch Hội đồng do Tổng thống đứng đầu, Chủ tịch Hội đồng hiện nay là Tổng thống Putin.

### Thành viên
Thành viên của Hội đồng bao gồm:
- Chủ tịch Hội đồng Liên bang
- Chủ tịch Duma Quốc gia
- Các quan chức cấp cao (đứng đầu các cơ quan hành pháp các khu vực của Liên bang) Thống đốc, Tổng thống... các bang và các nước cộng hòa...
- Phái viên của Tổng thống tại các vùng Liên bang
- Các lãnh đạo các đảng phái trong Duma Quốc gia.

Tổng thống có quyền quyết định bổ sung thành viên vào Hội đồng.

### Đoàn Chủ tịch
Đoàn Chủ tịch có nhiệm vụ chuẩn bị cho phiên họp của Hội đồng. Đoàn Chủ tịch gồm 8 thành viên đại diện cho các khu vực của Liên bang và được thay phiên 6 tháng quyết định bởi Tổng thống.

### Ủy ban Cố vấn
Ủy ban cố vần được thành lập năm 2007 với nhiệm vụ tư vấn cho các thành viên Hội đồng và Đoàn Chủ tịch. Các thành viên Ủy ban Cố vần đứng đầu các chuyên ngành do Tổng thống lựa chọn. Thành viên Ủy ban cố vấn không phải là thành viên Hội đồng Nhà nước.

### Thư ký
Thư ký Hội đồng Nhà nước có nhiệm vụ:
- Bảo đảm việc chuẩn bị dự thảo kế hoạch công tác của Hội đồng Nhà nước,dự thảo chương trình nghị sự của cuộc họp, sắp xếp cho việc chuẩn bị tài liệu cho các phiên họp của Hội đồng Nhà nước và dự thảo quyết định có liên quan;
- Thông báo cho các thành viên của Hội đồng Nhà nước địa điểm, thời gian và chương trình nghị sự phiên họp kế tiếp của Hội đồng Nhà nước, cung cấp cho thành viên các tài liệu cần thiết;
- Ký vào biên bản các phiên họp của Hội đồng Nhà nước;
- Trách nhiệm bảo đảm hoạt động của Hội đồng Nhà nước;
- Tổ chức công tác của Ủy ban cố vấn Hội đồng Nhà nước và cung cấp các hoạt động cho Ủy ban và Đoàn Chủ tịch, Chủ tịch Hội đồng Nhà nước thường xuyên và tạm thời;
- Thực hiện các nhiệm vụ khác của Chủ tịch Hội đồng.

Các Thư ký Hội đồng: 2000-2012 Alexander Abramov;
2012-nay Yuri Trutnev (trợ lý Tổng thống) 